# Malcolm, 5. Earl of Fife

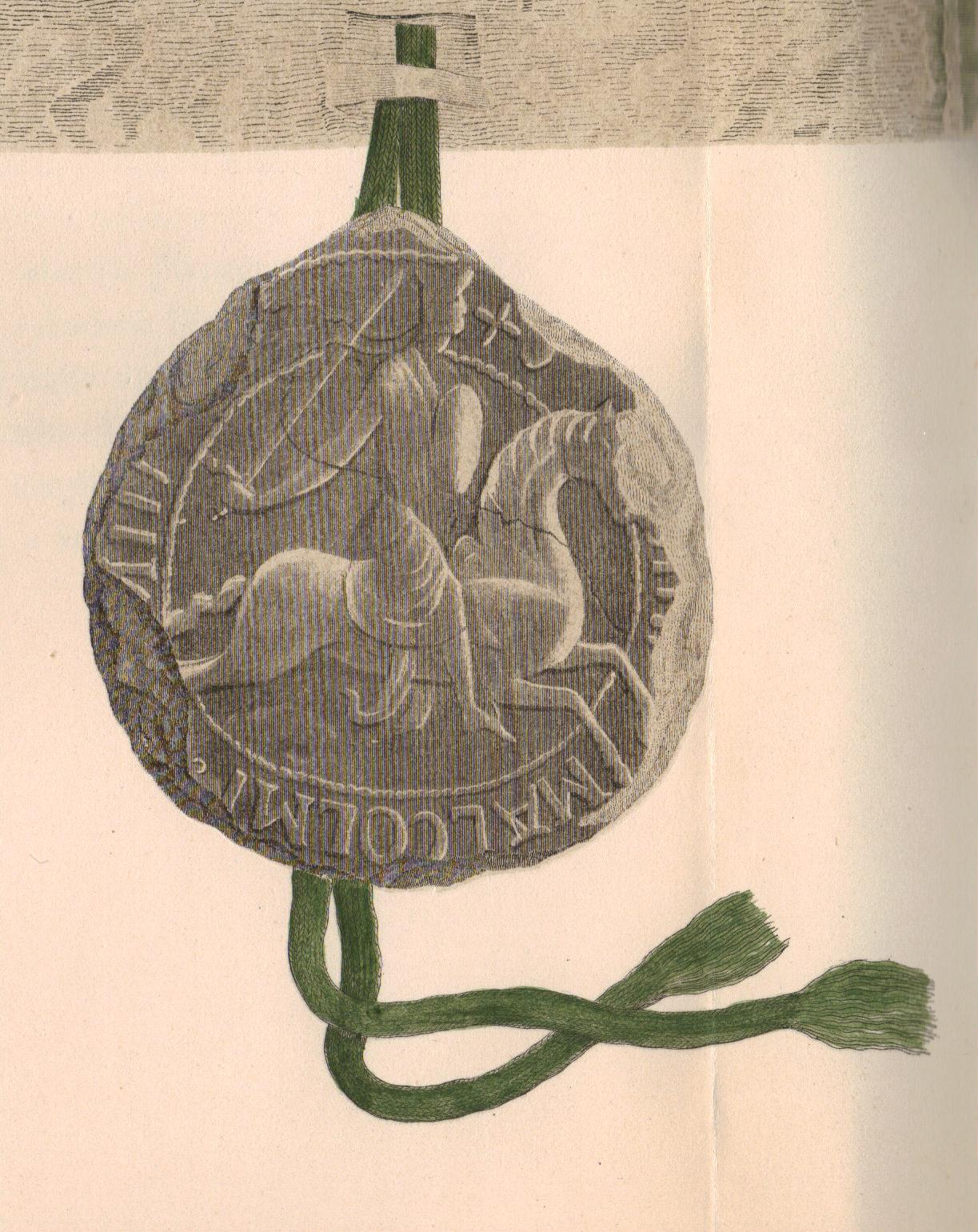
Siegel von Malcolm, 5. Earl of Fife

Malcolm, 5. Earl of Fife (auch Malcolm Macduff, Malcolm (I), Earl of Fife oder Maol Choluim, Earl of Fife) († um 1228) war ein schottischer Magnat.

## Herkunft
Malcolm entstammte dem schottischen Clan MacDuff. Er war der älteste Sohn von Duncan, 4. Earl of Fife und von dessen Frau Ela. Als Jugendlicher verbrachte er viel Zeit am Hof von König Wilhelm I., denn ab etwa 1177 bezeugte er mehrere königliche Urkunden. Möglicherweise wurde er am Königshof erzogen. Nach dem Tod seines Vaters 1204 erbte er dessen Besitzungen und den Titel Earl of Fife, womit er zum führenden schottischen Magnaten wurde. Auch als Earl blieb er ein enger Vertrauter und Ratgeber des Königs.

## Rolle als führender schottischer Magnat
1211 unterstützte er König Wilhelm bei der Niederschlagung der Rebellion von Guthred Macwilliam in Nordschottland. Als der König im September sich nach Süden zurückzog, übernahm Malcolm die weitere Bekämpfung der Rebellion in Moray. Nach dem Tod des Königs im Dezember 1214 war er der Führer der Magnaten, die den jungen Thronfolger Alexander von Stirling nach Scone geleitete. Dann leitete er der Tradition gemäß die Inthronisation des Königs.

## Erweiterung seiner Besitzungen
Malcolm gelang es, seinen Landbesitz durch die Gunst der Könige wesentlich zu vergrößern. König Wilhelm bestätigte ihm nicht nur die Besitzungen im westlichen Lothian, die sein Vater und sein Großvater als Vasallen der Krone erworben hatten, sondern übergab ihm noch umfangreiche weitere Besitzungen als Lehen, darunter Ländereien bei Culross. Durch seine Heirat mit einer Tochter von Gilbert, 3. Earl of Strathearn konnte Malcolm weiteren Besitz erwerben, den seine Frau als Mitgift mit in die Ehe brachte. Dies waren Ländereien in Nordostschottland, die sich von den Ochil Hills bis nach Kinross-shire erstreckten. Politisch noch wichtiger war das Bündnis, das Malcolm durch diese Heirat mit den Earls of Strathearn schloss, denn während die Earls of Fife treue Unterstützer der Krone waren, war die Loyalität der Earls of Strathearn bislang schwankend gewesen. Earl Ferteth, der Großvater seiner Frau, war 1160 sogar an einer versuchten Gefangennahme von König Malcolm IV. in Perth beteiligt gewesen. Die Heirat von Malcolm führte auch dazu, dass das Feudalsystem nach anglonormannischem Vorbild weiter in Schottland verbreitet wurde und das bisherige gälische Herrschaftssystem ersetzte.

## Tod und Nachfolge
Das genaue Todesdatum von Malcolm, selbst sein Todesjahr, ist ungeklärt. Er wurde in der Zisterzienserabtei Culross beigesetzt, die er 1217 gestiftet hatte. Seine zwischen 1194 und 1198 geschlossene Ehe mit Matilda, eine Tochter von Gilbert, 3. Earl of Strathearn, blieb kinderlos. Ob seine Frau starb oder ob er sich von ihr trennte, ist unbekannt, aber wahrscheinlich heiratete Malcolm in zweiter Ehe Marguerite de Tosny, eine Tochter des französischen Adligen Roger IV de Tosny und dessen Frau Constance de Beaumont. Die Mutter von Marguerite war eine Schwester von Ermengarde de Beaumont, der Frau von König Wilhelm. Da auch diese Ehe kinderlos geblieben war, wurde nach seinem Tod Malcolm, ein jüngerer Sohn seines jüngeren Bruders Duncan sein Erbe. Die Mitgift seiner Frau fiel wieder an die Earls of Strathearn. Marguerite de Tosny kehrte nach seinem Tod nach Frankreich zurück und starb nach 1247.